# Wagaicis wagae
Wagaicis wagae es una especie de coleóptero de la familia Ciidae.

## Distribución geográfica
Habita en Lituania.